# Torneo Clausura 2021 Tercera División (Guatemala)
El Torneo Clausura 2021 de la Tercera División de Guatemala dará finalización a la temporada 2020-21 de la cuarta categoría en el sistema de ligas del fútbol guatemalteco.

## Sistema de competición
El torneo se divide en dos partes:
- Fase de clasificación: Formado por los 329 partidos en las de 6 a 8 jornadas disputadas dependiendo de la cantidad de equipos en grupo.
- Fase final: De dieciseisavos a final.

### Fase de clasificación
Los 95 equipos participantes jugarán una ronda clasificatoria de todos contra todos en visita recíproca, terminando en 6 hasta 8 fechas de 3 a 4 partidos cada una por grupo, para un total de 329 partidos clasificatorios. Se utiliza un sistema de puntos, que se presenta así:
- Por victoria, se obtendrán 3 puntos.
- Por empate, se obtendrá 1 punto.
- Por derrota no se obtendrán puntos.

Al finalizar las jornadas, la tabla se ordenará con base en los clubes que hayan obtenido la mayoría de puntos, en caso de empates, se toman los siguientes criterios:
1. Puntos
2. Puntos obtenidos entre los equipos empatados
3. Diferencial de goles
4. Goles anotados
5. Goles anotados en condición visitante.

### Fase final
Al finalizar la temporada clasificarán a los dieciseisavos de final:
Los 12 primeros lugares de grupo
Los 12 segundos lugares de grupo
Los 8 mejores terceros de grupo
Para un total de 32 equipos, arrancando en dieciseisavos de final, divididos de manera regional.
Los clubes vencedores en las fases serán aquellos que en los dos juegos anoten el mayor número de goles. De existir empate en el número de goles anotados, la posición se definirá a favor del club con mayor cantidad de goles a favor cuando actúe como visitante.
Si una vez aplicado el criterio anterior los clubes siguieran empatados, se observará la posición de los clubes en la tabla general de clasificación.
Los ganadores de las semifinales se enfrentarán en la Gran Final, disputándose a ida y vuelta, el mejor clasificado entre los finalistas jugará el último partido en su estadio.

## Equipos participantes
Tachados los que jugaron el torneo anterior pero no finalizaron la temporada en este torneo.
| Grupo 1             | Grupo 1                            | Grupo 2                | Grupo 2                          | Grupo 3               | Grupo 3                           |
| Equipo              | Ciudad                             | Equipo                 | Ciudad                           | Equipo                | Ciudad                            |
| ------------------- | ---------------------------------- | ---------------------- | -------------------------------- | --------------------- | --------------------------------- |
| Aguacatán           | Aguacatán, Huehuetenango           | Chile Verde            | San Martín CV, Quetzaltenango    | Batanecos             | San Sebastián, Retalhuleu         |
| Democracia          | La Democracia, Huehuetenango       | Comitán                | Comitancillo, San Marcos         | Centro 2 - La Máquina | San Andrés Villa Seca, Retalhuleu |
| Huehuetl            | Huehuetenango, Huehuetenango       | Esperanza              | La Esperanza, Quetzaltenango     | Esquipulense          | Esquipulas Palo Gordo, San Marcos |
| Jacalteco           | Jacaltenango, Huehuetenango        | Mancha Roja Panajachel | Panajachel, Sololá               | Ocós                  | Ocós, San Marcos                  |
| Juventud Comiteca   | Comitancillo, San Marcos           | San Juan               | San Juan La Laguna, Sololá       | Pajapita              | Pajapita, San Marcos              |
| San Miguel          | San Miguel Acatán, Huehuetenango   | San Marcos             | San Marcos, San Marcos           | San Carlos            | Mazatenango, Suchitepéquez        |
| Tacaná              | Tacaná, San Marcos                 | San Pablo              | San Pablo, San Marcos            | San Lorenzo Jogofoot  | San Lorenzo, Suchitepéquez        |
| Tejutla             | Tejutla, San Marcos                | Santa Clara            | Santa Clara La Laguna, Sololá    | Zunilito              | Zunilito, Suchitepéquez           |
| Grupo 4             | Grupo 4                            | Grupo 5                | Grupo 5                          | Grupo 6               | Grupo 6                           |
| Equipo              | Ciudad                             | Equipo                 | Ciudad                           | Equipo                | Ciudad                            |
| Democratense        | La Democracia, Escuintla           | Batallón Canales       | Villa Canales, Guatemala         | ADM San Lucas         | San Lucas, Sacatepéquez           |
| Tiquisatense        | Tiquisate, Escuintla               | Boca del Monte         | Boca del Monte, Guatemala        | AFF Santiago          | Santiago, Sacatepéquez            |
| Deportivo Palín     | Palín, Escuintla                   | Cerinal                | Ciudad de Guatemala              | Bárcenas              | Villa Nueva, Guatemala            |
| Patulul             | Patulul, Suchitepéquez             | Futeca                 | Ciudad de Guatemala              | Itzapa                | San Andrés Itzapa, Chimaltenango  |
| PROESFUT            | Escuintla, Escuintla               | Pueblo Nuevo Viñas     | Pueblo Nuevo Viñas, Santa Rosa   | Rayados               | Ciudad de Guatemala               |
| San Juan Bautista   | San Juan Bautista, Suchitepéquez   | San Miguel             | San Miguel Dueñas                | Sanjuaneros           | San Juan Sacatepéquez, Guatemala  |
| San Vicente         | San Vicente Pacaya, Escuintla      | Santa Catarina Pinula  | Santa Catarina Pinula, Guatemala | ST Independencia      | Santa Lucía MA, Sacatepéquez      |
| Sipacate Comercio   | Sipacate, Escuintla                | Tierra Nueva           | Mixco, Guatemala                 | Villa Nueva           | Villa Nueva, Guatemala            |
| Grupo 7             | Grupo 7                            | Grupo 8                | Grupo 8                          | Grupo 9               | Grupo 9                           |
| Equipo              | Ciudad                             | Equipo                 | Ciudad                           | Equipo                | Ciudad                            |
| Achik'              | Ciudad de Guatemala                | Cuilapa                | Cuilapa, Santa Rosa              | Gualán                | Gualán, Zacapa                    |
| Atlético Ariga      | Ciudad de Guatemala                | Jalapa EMF             | Jalapa, Jalapa                   | IB Catarinecos        | Santa Catarina Mita, Jutiapa      |
| EMEFUT              | Ciudad de Guatemala                | Jutiapa                | Jutiapa, Jutiapa                 | Juvenil Estanzuela    | Estanzuela, Zacapa                |
| Juventud Canadiense | Ciudad de Guatemala                | Juventud Zapatera      | Santa Catarina Mita, Jutiapa     | Juvenil Santa Cruz    | Río Hondo, Zacapa                 |
| Palencia            | Palencia, Guatemala                | Mictlán                | Asunción Mita, Jutiapa           | La Unión              | La Unión, Zacapa                  |
| San José            | Villa Nueva, Guatemala             | Nueva Santa Rosa       | Nueva Santa Rosa, Santa Rosa     | Río Hondo             | Río Hondo, Zacapa                 |
| Santa Luisa         | Chinautla, Guatemala               | Remicheros             | Jalapa, Jalapa                   | San Jacinto           | San Jacinto, Chiquimula           |
| Universidad SC      | Ciudad de Guatemala                | Taxisco                | Taxisco, Santa Rosa              | San Rafael            | Teculután, Zacapa                 |
| Grupo 10            | Grupo 10                           | Grupo 11               | Grupo 11                         | Grupo 12              | Grupo 12                          |
| Equipo              | Ciudad                             | Equipo                 | Ciudad                           | Equipo                | Ciudad                            |
| Chamelco            | San Juan Chamelco, Alta Verapaz    | Buenos Aires           | Morales, Izabal                  | Alianza Flores        | Flores, Petén                     |
| Cubulco             | Cubulco, Baja Verapaz              | Darthmouth             | Morales, Izabal                  | Don Bosco             | San Benito, Petén                 |
| Fray                | Fray B. de las Casas, Alta Verapaz | Heredia B              | Morales, Izabal                  | EFAR Petén            | Flores, Petén                     |
| Lanquin             | Lanquín, Alta Verapaz              | La Buga                | Livingston, Izabal               | Halcones La Libertad  | La Libertad, Petén                |
| Playitas Chisec     | Chisec, Alta Verapaz               | Quiriguá               | Los Amates, Izabal               | Jaguares de Petén     | San José, Petén                   |
| Salamá              | Salamá, Baja Verapaz               | Real Motagua           | Puerto Barrios, Izabal           | Las Cruces            | Melchor de Mencos, Petén          |
| San Jerónimo        | San Jerónimo, Baja Verapaz         | Río Dulce              | Puerto Barrios, Izabal           | Pumas                 | Flores, Petén                     |
| Senahú              | Senahú, Alta Verapaz               |                        |                                  |                       |                                   |
| Verapaz del Sur     | Salamá, Baja Verapaz               |                        |                                  |                       |                                   |

## Fase de clasificación

### Grupo 1 - Altiplano I
|                                           | Pos. | Equipos           | PJ | PG | PE | PP | GF | GC | Dif. | PTS | Clasificación          |
| ----------------------------------------- | ---- | ----------------- | -- | -- | -- | -- | -- | -- | ---- | --- | ---------------------- |
|                                           | 1º   | Democracia        | 14 | 14 | 0  | 0  | 46 | 10 | +36  | 42  | Dieciseisavos de final |
|                                           | 2º   | Jacalteco         | 14 | 9  | 3  | 2  | 33 | 14 | +19  | 30  | Dieciseisavos de final |
|                                           | 3º   | Aguacatán         | 14 | 6  | 4  | 4  | 22 | 14 | +8   | 22  |                        |
|                                           | 4º   | Tejutla           | 14 | 6  | 2  | 6  | 18 | 20 | -2   | 20  |                        |
|                                           | 5º   | Juventud Comiteca | 14 | 4  | 5  | 5  | 21 | 24 | -3   | 17  |                        |
|                                           | 6º   | Tacaná            | 14 | 4  | 3  | 7  | 24 | 29 | -5   | 15  |                        |
|                                           | 7º   | San Miguel        | 14 | 3  | 3  | 8  | 14 | 25 | -11  | 12  |                        |
| Última actualización: 25 de abril de 2021 |      |                   |    |    |    |    |    |    |      |     |                        |

### Grupo 2 - Altiplano II
|                                           | Pos. | Equipos                | PJ | PG | PE | PP | GF | GC | Dif. | PTS | Clasificación          |
| ----------------------------------------- | ---- | ---------------------- | -- | -- | -- | -- | -- | -- | ---- | --- | ---------------------- |
|                                           | 1º   | Comitán                | 14 | 11 | 1  | 2  | 35 | 9  | +26  | 34  | Dieciseisavos de final |
|                                           | 2º   | Santa Clara            | 14 | 11 | 0  | 3  | 31 | 11 | +20  | 33  | Dieciseisavos de final |
|                                           | 3º   | Esperanza              | 14 | 8  | 1  | 5  | 27 | 19 | +8   | 25  | Dieciseisavos de final |
|                                           | 4º   | San Martín Chile Verde | 14 | 7  | 2  | 5  | 30 | 23 | +7   | 23  |                        |
|                                           | 5º   | San Marcos             | 14 | 7  | 1  | 6  | 35 | 27 | +8   | 22  |                        |
|                                           | 6º   | San Pablo              | 14 | 6  | 3  | 5  | 22 | 19 | +3   | 21  |                        |
| Última actualización: 25 de abril de 2021 |      |                        |    |    |    |    |    |    |      |     |                        |

### Grupo 3 - Suroccidente
|                                           | Pos. | Equipos              | PJ | PG | PE | PP | GF | GC | Dif. | PTS | Clasificación          |
| ----------------------------------------- | ---- | -------------------- | -- | -- | -- | -- | -- | -- | ---- | --- | ---------------------- |
|                                           | 1º   | Pajapita             | 14 | 11 | 2  | 1  | 43 | 12 | +31  | 35  | Dieciseisavos de final |
|                                           | 2º   | Ocós                 | 14 | 9  | 0  | 5  | 29 | 14 | +15  | 27  | Dieciseisavos de final |
|                                           | 3º   | San Lorenzo Jogofoot | 14 | 8  | 1  | 5  | 25 | 15 | +10  | 25  | Dieciseisavos de final |
|                                           | 4º   | Equipulense          | 14 | 7  | 2  | 5  | 28 | 30 | -2   | 23  |                        |
|                                           | 5º   | Batanecos            | 14 | 6  | 1  | 7  | 20 | 19 | +1   | 19  |                        |
|                                           | 6º   | San Carlos           | 14 | 5  | 2  | 7  | 17 | 23 | -6   | 17  |                        |
|                                           | 7º   | Zunilito             | 14 | 5  | 2  | 7  | 15 | 22 | -7   | 17  |                        |
| Última actualización: 25 de abril de 2021 |      |                      |    |    |    |    |    |    |      |     |                        |

### Grupo 4 - Sur
|                                           | Pos. | Equipos               | PJ | PG | PE | PP | GF | GC | Dif. | PTS | Clasificación          |
| ----------------------------------------- | ---- | --------------------- | -- | -- | -- | -- | -- | -- | ---- | --- | ---------------------- |
|                                           | 1º   | San Juan Bautista     | 14 | 9  | 3  | 2  | 32 | 12 | +20  | 30  | Dieciseisavos de final |
|                                           | 2º   | Sipacate Comercio     | 14 | 9  | 2  | 3  | 35 | 12 | +23  | 29  | Dieciseisavos de final |
|                                           | 3º   | Democratense          | 14 | 8  | 2  | 4  | 28 | 16 | +12  | 26  | Dieciseisavos de final |
|                                           | 4º   | Juventud Tiquisatense | 14 | 8  | 2  | 4  | 30 | 19 | +11  | 26  |                        |
|                                           | 5º   | San Vicente Pacaya    | 14 | 8  | 2  | 4  | 24 | 21 | +3   | 26  |                        |
|                                           | 6º   | Patulul               | 14 | 5  | 3  | 6  | 20 | 17 | +3   | 18  |                        |
| Última actualización: 25 de abril de 2021 |      |                       |    |    |    |    |    |    |      |     |                        |

### Grupo 5 - Metropolitana Sur
|                                           | Pos. | Equipos               | PJ | PG | PE | PP | GF | GC | Dif. | PTS | Clasificación          |
| ----------------------------------------- | ---- | --------------------- | -- | -- | -- | -- | -- | -- | ---- | --- | ---------------------- |
|                                           | 1º   | Futeca                | 14 | 10 | 2  | 2  | 35 | 21 | +14  | 32  | Dieciseisavos de final |
|                                           | 2º   | Tierra Nueva          | 14 | 9  | 2  | 3  | 43 | 22 | +21  | 29  | Dieciseisavos de final |
|                                           | 3º   | Pueblo Nuevo Viñas    | 14 | 7  | 3  | 4  | 31 | 21 | +10  | 24  |                        |
|                                           | 4º   | Batallón Canales      | 14 | 8  | 0  | 6  | 29 | 22 | +7   | 24  |                        |
|                                           | 5º   | Boca del Monte        | 14 | 5  | 3  | 6  | 25 | 28 | -3   | 18  |                        |
|                                           | 6º   | Cerinal               | 14 | 6  | 0  | 8  | 26 | 23 | +3   | 18  |                        |
|                                           | 7º   | Santa Catarina Pinula | 14 | 5  | 1  | 8  | 31 | 33 | -2   | 16  |                        |
|                                           | 8º   | San Miguel            | 14 | 0  | 1  | 13 | 20 | 70 | -50  | 1   |                        |
| Última actualización: 25 de abril de 2021 |      |                       |    |    |    |    |    |    |      |     |                        |

### Grupo 6 - Central
|                                           | Pos. | Equipos                    | PJ | PG | PE | PP | GF | GC | Dif. | PTS | Clasificación          |
| ----------------------------------------- | ---- | -------------------------- | -- | -- | -- | -- | -- | -- | ---- | --- | ---------------------- |
|                                           | 1º   | Rayados GT                 | 14 | 10 | 3  | 1  | 40 | 6  | +34  | 33  | Dieciseisavos de final |
|                                           | 2º   | AFF Santiago Sacatepéquez  | 14 | 9  | 2  | 3  | 30 | 16 | +14  | 29  | Dieciseisavos de final |
|                                           | 3º   | Santo Tomás Independencia* | 14 | 7  | 4  | 3  | 22 | 9  | +13  | 25  | Dieciseisavos de final |
|                                           | 4º   | Bárcena Villa Nueva        | 14 | 7  | 2  | 5  | 28 | 27 | +2   | 23  |                        |
|                                           | 5º   | Sanjuaneros                | 14 | 7  | 1  | 6  | 19 | 25 | -6   | 22  |                        |
|                                           | 6º   | ADM San Lucas Sacatepéquez | 14 | 5  | 4  | 5  | 21 | 20 | +1   | 19  |                        |
|                                           | 7º   | Villa Nueva                | 14 | 3  | 0  | 11 | 16 | 32 | -14  | 9   |                        |
|                                           | 8º   | Itzapa                     | 14 | 0  | 0  | 14 | 0  | 44 | -44  | 0   |                        |
| Última actualización: 25 de abril de 2021 |      |                            |    |    |    |    |    |    |      |     |                        |

### Grupo 7 - Metropolitana
|                                           | Pos. | Equipos                   | PJ | PG | PE | PP | GF | GC | Dif. | PTS | Clasificación          |
| ----------------------------------------- | ---- | ------------------------- | -- | -- | -- | -- | -- | -- | ---- | --- | ---------------------- |
|                                           | 1º   | San José                  | 14 | 9  | 3  | 2  | 35 | 13 | +22  | 30  | Dieciseisavos de final |
|                                           | 2º   | Palencia                  | 14 | 8  | 4  | 2  | 34 | 21 | +13  | 28  | Dieciseisavos de final |
|                                           | 3º   | Universidad de San Carlos | 14 | 7  | 6  | 1  | 26 | 12 | +14  | 27  | Dieciseisavos de final |
|                                           | 4º   | Achik'                    | 14 | 5  | 3  | 6  | 24 | 26 | -2   | 18  |                        |
|                                           | 5º   | Atlético Ariga            | 14 | 3  | 7  | 4  | 21 | 23 | -2   | 16  |                        |
|                                           | 6º   | Santa Luisa               | 14 | 4  | 3  | 7  | 23 | 24 | -1   | 15  |                        |
|                                           | 7º   | Juventud Canadiense       | 14 | 3  | 3  | 8  | 21 | 41 | -20  | 12  |                        |
|                                           | 8º   | EMEFUT                    | 14 | 2  | 1  | 11 | 14 | 38 | -24  | 7   |                        |
| Última actualización: 25 de abril de 2021 |      |                           |    |    |    |    |    |    |      |     |                        |

### Grupo 8 - Suroriente
|                                           | Pos. | Equipos           | PJ | PG | PE | PP | GF | GC | Dif. | PTS | Clasificación          |
| ----------------------------------------- | ---- | ----------------- | -- | -- | -- | -- | -- | -- | ---- | --- | ---------------------- |
|                                           | 1º   | Cuilapa           | 14 | 10 | 2  | 2  | 33 | 12 | +21  | 32  | Dieciseisavos de final |
|                                           | 2º   | Mictlán B         | 14 | 7  | 3  | 4  | 22 | 14 | +8   | 24  | Dieciseisavos de final |
|                                           | 3º   | Taxisco           | 14 | 7  | 3  | 4  | 20 | 14 | +6   | 24  | Dieciseisavos de final |
|                                           | 4º   | Nueva Santa Rosa  | 14 | 7  | 2  | 5  | 26 | 20 | +6   | 23  |                        |
|                                           | 5º   | Remicheros        | 14 | 6  | 4  | 4  | 16 | 14 | +2   | 22  |                        |
|                                           | 6º   | Juventud Zapatera | 14 | 3  | 6  | 5  | 14 | 17 | -3   | 15  |                        |
|                                           | 7º   | Jutiapa           | 14 | 4  | 2  | 8  | 21 | 24 | -3   | 14  |                        |
|                                           | 8º   | Jalapa EMF        | 14 | 0  | 2  | 12 | 6  | 43 | -37  | 2   |                        |
| Última actualización: 25 de abril de 2021 |      |                   |    |    |    |    |    |    |      |     |                        |

### Grupo 9 - Oriente
|                                           | Pos. | Equipos            | PJ | PG | PE | PP | GF | GC | Dif. | PTS | Clasificación          |
| ----------------------------------------- | ---- | ------------------ | -- | -- | -- | -- | -- | -- | ---- | --- | ---------------------- |
|                                           | 1º   | La Unión           | 14 | 11 | 1  | 2  | 46 | 7  | +39  | 34  | Dieciseisavos de final |
|                                           | 2º   | IB Catarinecos     | 14 | 9  | 1  | 4  | 27 | 18 | +9   | 28  | Dieciseisavos de final |
|                                           | 3º   | Juvenil Santa Cruz | 14 | 8  | 3  | 3  | 23 | 14 | +9   | 27  | Dieciseisavos de final |
|                                           | 4º   | San Jacinto        | 14 | 8  | 1  | 5  | 32 | 26 | +6   | 25  |                        |
|                                           | 5º   | San Rafael         | 14 | 5  | 3  | 6  | 23 | 25 | -3   | 18  |                        |
|                                           | 6º   | Juvenil Estanzuela | 14 | 5  | 1  | 8  | 20 | 21 | -1   | 16  |                        |
|                                           | 7º   | Río Hondo          | 14 | 5  | 0  | 9  | 18 | 35 | -17  | 15  |                        |
| Última actualización: 25 de abril de 2021 |      |                    |    |    |    |    |    |    |      |     |                        |

### Grupo 10 - Verapaz
|                                           | Pos. | Equipos         | PJ | PG | PE | PP | GF | GC | Dif. | PTS | Clasificación          |
| ----------------------------------------- | ---- | --------------- | -- | -- | -- | -- | -- | -- | ---- | --- | ---------------------- |
|                                           | 1º   | Senahú          | 16 | 9  | 6  | 1  | 29 | 9  | +20  | 33  | Dieciseisavos de final |
|                                           | 2º   | San Jerónimo    | 16 | 10 | 2  | 4  | 31 | 18 | +13  | 32  | Dieciseisavos de final |
|                                           | 3º   | Playitas Chisec | 16 | 8  | 3  | 5  | 26 | 17 | +9   | 27  | Dieciseisavos de final |
|                                           | 4º   | Fray            | 16 | 7  | 4  | 5  | 17 | 18 | -1   | 25  |                        |
|                                           | 5º   | Lanquín         | 16 | 7  | 2  | 7  | 24 | 22 | 2    | 23  |                        |
|                                           | 6º   | Verapaz del Sur | 16 | 5  | 8  | 3  | 19 | 21 | -2   | 23  |                        |
|                                           | 7º   | Chamelco        | 16 | 2  | 6  | 8  | 17 | 29 | -12  | 12  |                        |
|                                           | 8°   | Salamá          | 16 | 3  | 3  | 10 | 19 | 33 | -14  | 12  |                        |
|                                           | 9°   | Cubulco         | 16 | 2  | 4  | 10 | 15 | 30 | -15  | 10  |                        |
| Última actualización: 25 de abril de 2021 |      |                 |    |    |    |    |    |    |      |     |                        |

### Grupo 11 - Izabal
|                                             | Pos. | Equipos      | PJ | PG | PE | PP | GF | GC | Dif. | PTS | Clasificación          |
| ------------------------------------------- | ---- | ------------ | -- | -- | -- | -- | -- | -- | ---- | --- | ---------------------- |
|                                             | 1º   | Buenos Aires | 6  | 3  | 2  | 1  | 7  | 2  | +5   | 11  | Dieciseisavos de final |
|                                             | 2º   | Río Dulce    | 6  | 3  | 2  | 1  | 9  | 6  | +3   | 11  | Dieciseisavos de final |
|                                             | 3º   | La Buga      | 6  | 1  | 5  | 0  | 10 | 5  | +5   | 6   |                        |
|                                             | 4º   | Darthmouth   | 6  | 0  | 1  | 5  | 3  | 16 | -13  | 1   |                        |
| Última actualización: 26 de octubre de 2020 |      |              |    |    |    |    |    |    |      |     |                        |

### Grupo 12 - Petén
|                                           | Pos. | Equipos              | PJ | PG | PE | PP | GF | GC | Dif. | PTS | Clasificación          |
| ----------------------------------------- | ---- | -------------------- | -- | -- | -- | -- | -- | -- | ---- | --- | ---------------------- |
|                                           | 1º   | Don Bosco            | 12 | 7  | 2  | 3  | 24 | 15 | +9   | 23  | Dieciseisavos de final |
|                                           | 2º   | Jaguares             | 12 | 6  | 4  | 2  | 26 | 17 | +9   | 22  | Dieciseisavos de final |
|                                           | 3º   | EFAR Petén           | 12 | 6  | 3  | 3  | 19 | 12 | +7   | 21  | Dieciseisavos de final |
|                                           | 4º   | Alianza Flores       | 12 | 4  | 5  | 3  | 23 | 19 | +4   | 17  |                        |
|                                           | 5º   | Las Cruces           | 12 | 4  | 4  | 4  | 19 | 19 | 0    | 16  |                        |
|                                           | 6º   | Pumas                | 12 | 4  | 1  | 7  | 15 | 26 | -11  | 13  |                        |
|                                           | 7º   | Halcones La Libertad | 12 | 0  | 3  | 9  | 9  | 27 | -18  | 3   |                        |
| Última actualización: 25 de abril de 2021 |      |                      |    |    |    |    |    |    |      |     |                        |

## Fase final

### Dieciseisavos de final
| Fechas        | Local en la ida           | Global    | Local en la vuelta | Ida      | Vuelta   |
| Región 1      | Región 1                  | Región 1  | Región 1           | Región 1 | Región 1 |
| ------------- | ------------------------- | --------- | ------------------ | -------- | -------- |
| 1 y 9 de mayo | Santo Tomás IFC           | 4 - 1     | Comitán            | 2 - 0    | 2 - 1    |
| 1 y 9 de mayo | Tierra Nueva              | 3 - 6     | San Juan Bautista  | 2 - 2    | 1 - 4    |
| 1 y 9 de mayo | Democratense              | 3 - 10    | Rayados GT         | 1 - 5    | 2 - 5    |
| 1 y 9 de mayo | Sipacate Comercio         | (v) 4 - 4 | Jacalteco          | 2 - 1    | 2 - 3    |
| 1 y 9 de mayo | San Lorenzo Jogofoot      | 1 - 3     | Democracia         | 0 - 1    | 1 - 2    |
| 1 y 9 de mayo | Ocós                      | 6 - 5     | Santa Clara        | 5 - 2    | 1 - 3    |
| 1 y 9 de mayo | Esperanza                 | 0 - 4     | Pajapita           | 0 - 3    | 0 - 1    |
| 1 y 9 de mayo | AFF Santiago Sacatepéquez | 0 - 6     | Futeca             | 0 - 3    | 0 - 3    |
| Región 2      |                           |           |                    |          |          |
| 1 y 9 de mayo | Playitas Chisec           | 6 - 3     | La Unión           | 3 - 0    | 3 - 3    |
| 1 y 9 de mayo | Juvenil Santa Cruz        | 4 - 1     | San Jerónimo       | 4 - 0    | 0 - 1    |
| 1 y 9 de mayo | Mictlán B                 | 6 - 0     | Buenos Aires       | 4 - 0    | 2 - 0    |
| 1 y 9 de mayo | Taxisco                   | 4 - 5     | San José           | 3 - 0    | 1 - 5    |
| 1 y 9 de mayo | Jaguares                  | 3 - 1     | Río Dulce          | 2 - 0    | 1 - 1    |
| 1 y 9 de mayo | Universidad de San Carlos | 0 - 2     | Senahú             | 0 - 0    | 0 - 2    |
| 1 y 9 de mayo | Don Bosco                 | 2 - 4     | Cuilapa            | 2 - 2    | 0 - 2    |
| 1 y 9 de mayo | IB Catarinecos            | 2 - 3     | Palencia           | 2 - 0    | 0 - 3    |

### Octavos de final
| Fechas          | Local en la ida    | Global         | Local en la vuelta | Ida      | Vuelta   |
| Región 1        | Región 1           | Región 1       | Región 1           | Región 1 | Región 1 |
| --------------- | ------------------ | -------------- | ------------------ | -------- | -------- |
| 15 y 23 de mayo | Santo Tomás IFC    | 0 - 1          | Democracia         | 0 - 0    | 0 - 1    |
| 16 y 23 de mayo | Ocós               | 0 - 7          | Pajapita           | 0 - 1    | 0 - 6    |
| 16 y 22 de mayo | Sipacate Comercio  | (v) 1 - 1      | Rayados GT         | 0 - 0    | 1 - 1    |
| 16 y 22 de mayo | San Juan Bautista  | 1 (5 p.p. 6) 1 | Futeca             | 1 - 0    | 0 - 1    |
| Región 2        |                    |                |                    |          |          |
| 15 y 23 de mayo | Palencia           | 3 - 5          | Senahú             | 2 - 1    | 1 - 4    |
| 16 y 23 de mayo | Mictlán B          | 3 - 1          | La Unión           | 3 - 0    | 0 - 1    |
| 16 y 23 de mayo | Jaguares           | 0 - 5          | Cuilapa            | 0 - 2    | 0 - 3    |
| 16 y 23 de mayo | Juvenil Santa Cruz | 3 (3 p.p. 5) 3 | San José           | 2 - 0    | 1 - 3    |

### Cuartos de final
| Fechas                  | Local en la ida   | Global    | Local en la vuelta | Ida   | Vuelta |
| ----------------------- | ----------------- | --------- | ------------------ | ----- | ------ |
| 29 de mayo y 5 de junio | San José          | 4 - 5     | Futeca             | 1 - 2 | 3 - 3  |
| 30 de mayo y 6 de junio | Mictlán B         | 1 - 4     | Democracia         | 1 - 2 | 0 - 2  |
| 30 de mayo y 6 de junio | Senahú            | 3 - 3 (v) | Pajapita           | 3 - 2 | 0 - 1  |
| 30 de mayo y 6 de junio | Sipacate Comercio | 2 - 7     | Cuilapa            | 2 - 0 | 0 - 7  |

### Semifinales
| Fechas           | Local en la ida | Global | Local en la vuelta | Ida   | Vuelta |
| ---------------- | --------------- | ------ | ------------------ | ----- | ------ |
| 12 y 20 de junio | Futeca          | 2 - 4  | Democracia         | 1 - 2 | 1 - 2  |
| 13 y 20 de junio | Cuilapa         | 4 - 0  | Pajapita           | 2 - 0 | 2 - 0  |

### Final
| Fecha y lugar                   |         | Resultado |            |
| ------------------------------- | ------- | --------- | ---------- |
| 27 de junio - Antigua Guatemala | Cuilapa | 1 - 2     | Democracia |

### Campeón
|                    |
| Campeón Democracia |
| 1° título          |

- Datos: Q115606422

## Series de Ascenso
| Fechas                   | Local en la ida | Global    | Local en la vuelta | Ida   | Vuelta |
| ------------------------ | --------------- | --------- | ------------------ | ----- | ------ |
| 27 de junio y 4 de julio | San Carlos      | 3 - 4     | Pajapita           | 1 - 1 | 2 - 3  |
| 27 de junio y 4 de julio | Futeca          | (v) 3 - 3 | Buenos Aires       | 2 - 0 | 1 - 3  |

### Ascendidos aSegunda División 2021-22
|            |         |          |        |              |
| Democracia | Cuilapa | Pajapita | Futeca | Buenos Aires |